# Pronto, chi parla?
Pronto, chi parla? è un film del 1945 diretto da Carlo Ludovico Bragaglia.

## Trama
Per sbaglio un cameriere di un famoso cantante e una cameriera di una ricca contessa s'incontrano al telefono, facendo finta di essere ognuno il proprio padrone.
Tra i due nascerà l'amore e i rispettivi padroni per non guastare la scena fanno finta di essere i camerieri ma si innamorano anche loro.
Alla fine doppio matrimonio.